# Parasha de la semaine

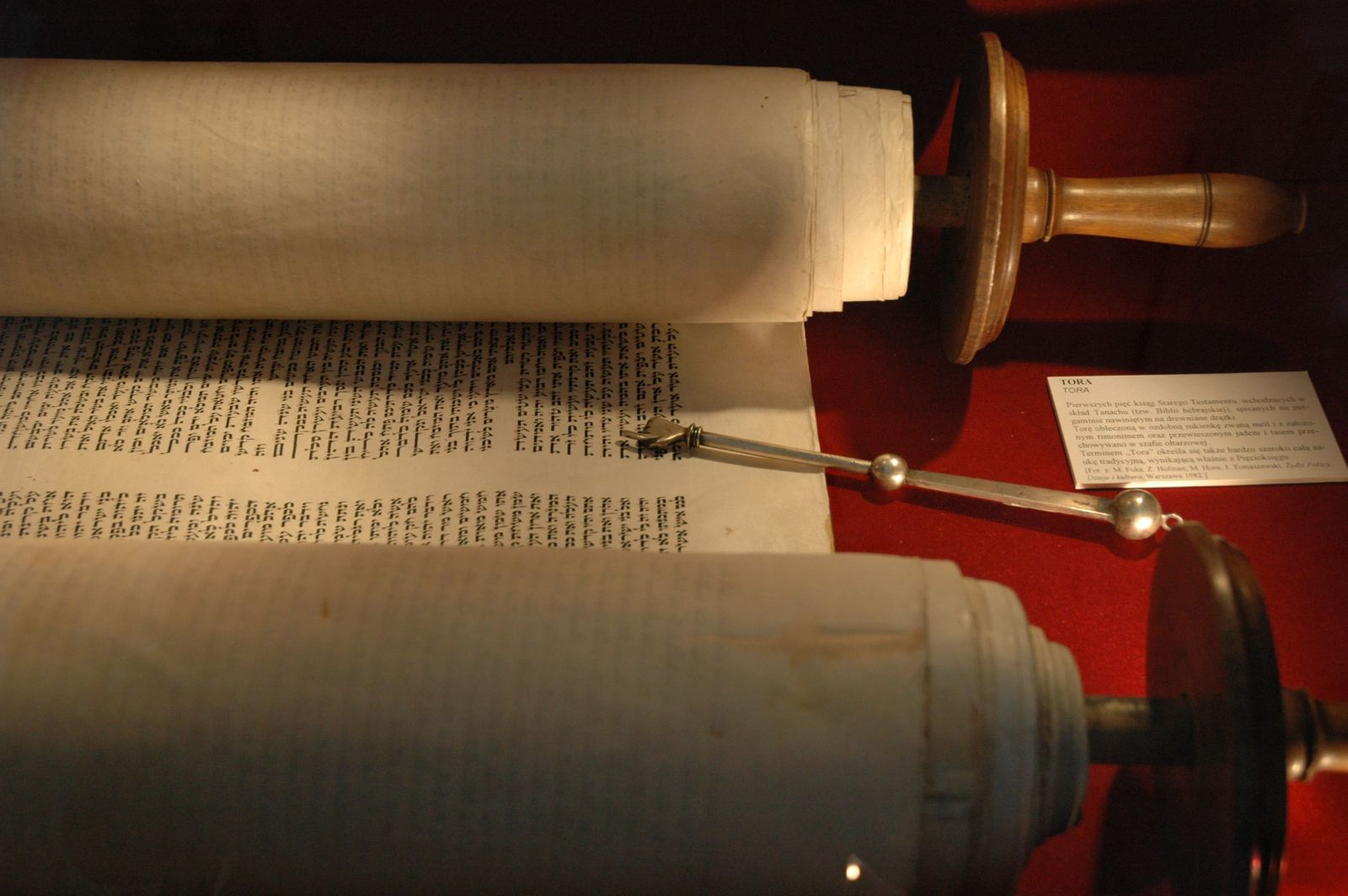
Un yad pointant dans un Sefer Torah sur la parasha de la semaine.

La parasha de la semaine (hébreu : פרשת השבוע Parashat Hashavoua) est la portion hebdomadaire de la Torah lue publiquement par les Juifs lors de chaque sabbath, de façon à lire toute la Torah entre la Sim'hat Torah d'une année et celle de l'année suivante.
Le découpage en parashiot n'apparaît pas dans le texte original du Sefer Torah ; la Torah elle-même ne prescrit de lecture publique que celle du Haqhel (Deutéronome 31:12).
L'institution d'une lecture publique le sabbath a été décidée après l'exil de Babylone. À son retour en terre d'Israël, Ezra le Scribe prescrit également la lecture bihebdomadaire d'une partie de la parasha, le lundi et le jeudi.

## Usage traditionnel
À chaque parasha correspond une haftara, passage des Prophètes partageant une thématique commune à la section lue.
Les parashiyot (pluriel) sont divisées en sept sections, entre lesquelles on s'interrompt afin de faire monter un autre fidèle à la Torah (Aliya laTorah). La première aliya échoit traditionnellement à un cohen, la seconde à un Lévi, les suivantes à un Israël (c'est-à-dire un fidèle non-Cohen et non-Lévi). La septième aliya contient elle-même une partie, faite de quelques phrases, portant le nom de Maftir, car celui qui lit le Maftir lira la Haftara. En pratique, on lit tout le septième, on répète ensuite le Maftir, après quoi on lit la Haftara.

## Liste desparashiot
Voici la liste des 54 sections hebdomadaires de la Torah, lues selon un cycle annuel, conformément aux prescriptions du Talmud de Babylone. Ce cycle commence et termine à Simhat Torah, la fête de la joie de la Torah. 
Le calendrier lunisolaire ayant de 50 à 54 semaines, et se réglant sur le cycle métonique, il arrive certaines années qu'on lise deux parashiot en une semaine, de façon que les célébrations, lesquelles requièrent la lecture d'une section particulière, ne coïncident pas avec la lecture des parashiot ordinaires. Celles-ci sont combinées avec la parasha précédente, et marquées dans cette table avec un astérisque.
Il est d'usage universel de désigner les Shabbat par le nom de la parasha correspondante, preuve décisive de l'unité du peuple juif. 
| Livre                       | Nom de la Parasha           | section de la parasha |
| --------------------------- | --------------------------- | --------------------- |
| Sefer Bereshit (Genèse)     | Bereshit, בראשית            | Gen. 1:1-6:8          |
|                             | Noa'h (Noé), נח             | 6:9-11:32             |
|                             | Lekh Lekha, לך לך           | 12:1-17:27            |
|                             | Vayera, וירא                | 18:1-22:24            |
|                             | Haye Sarah, חיי שרה         | 23:1-25:18            |
|                             | Toledot, תולדות             | 25:19-28:9            |
|                             | Vayetze, ויצא               | 28:10-32:3            |
|                             | Vayishla'h, וישלח           | 32:4-36:43            |
|                             | Vayeshev, וישב              | 37:1-40:23            |
|                             | Miketz, מקץ                 | 41:1-44:17            |
|                             | Vayigash, ויגש              | 44:18-47:27           |
|                             | Vaye'hi, ויחי               | 47:28-50:26           |
| Sefer Shemot (Exode)        | Shemot, שמות                | Ex. 1:1-6:1           |
|                             | Va'era, וארא                | 6:2-9:35              |
|                             | Bo, בא                      | 10:1-13:16            |
|                             | Beshalakh, בשלח             | 13:17-17:16           |
|                             | Yitro, יתרו                 | 18:1-20:23            |
|                             | Mishpatim, משפטים           | 21:1-24:18            |
|                             | Teroumah, תרומה             | 25:1-27:19            |
|                             | Tetzave, תצווה              | 27:20-30:10           |
|                             | Ki Tissa, כי תשא            | 30:11-34:35           |
|                             | *Vayaqhel, ויקהל            | 35:1-38:20            |
|                             | Peqoudei, פקודי             | 38:21-40:38           |
| Sefer Vayikra (Lévitique)   | Vayikra, ויקרא              | Lev. 1:1-5:26         |
|                             | Tzav, צו                    | 6:1-8:36              |
|                             | Shemini, שמיני              | 9:1-11:47             |
|                             | *Tazria, תזריע              | 12:1-13:59            |
|                             | Metzora, מצורע              | 14:1-15:33            |
|                             | *A'harei Mot, אחרי מות      | 16:1-18:30            |
|                             | Kedoshim, קדושים            | 19:1-20:27            |
|                             | Emor, אמור                  | 21:1-24:23            |
|                             | *Behar, בהר                 | 25:1-26:2             |
|                             | Be'houkotaï, בחוקותי        | 26:3-27:34            |
| Sefer Bamidbar (Nombres)    | Bamidbar, במדבר             | Num. 1:1-4:20         |
|                             | Nasso, נשא                  | 4:21-7:89             |
|                             | Beha'alot'kha, בהעלותך      | 8:1-12:16             |
|                             | Shla'h lekha, שלח לך        | 13:1-15:41            |
|                             | Kora'h (Koré), קרח          | 16:1-18:32            |
|                             | *Houkat, חקת                | 19:1-22:1             |
|                             | Balak, בלק                  | 22:2-25:9             |
|                             | Pin'has, פנחס               | 25:10-30:1            |
|                             | *Matot, מטות                | 30:2-32:42            |
|                             | Massei, מסעי                | 33:1-36:13            |
| Sefer Devarim (Deutéronome) | Devarim, דברים              | Deut. 1:1-3:22        |
|                             | Va'et'hanan, ואתחנן         | 3:23-7:11             |
|                             | Eikev, עקב                  | 7:12-11:25            |
|                             | Re'eh, ראה                  | 11:26-16:17           |
|                             | Shoftim, שופטים             | 16:18-21:9            |
|                             | Ki Tetze, כי תצא            | 21:10-25:19           |
|                             | Ki Tavo, כי תבוא            | 26:1-29:8             |
|                             | *Nitzavim, ניצבים           | 29:9-30:20            |
|                             | Vayelekh, וילך              | 31:1-31:30            |
|                             | Haazinou, האזינו            | 32:1-32:52            |
|                             | Vèzot HaBerakha, וזאת הברכה | 33:1-34:12            |